# Liste des partis politiques en Belgique
 (janvier 2022).
Si vous disposez d'ouvrages ou d'articles de référence ou si vous connaissez des sites web de qualité traitant du thème abordé ici, merci de compléter l'article en donnant les références utiles à sa vérifiabilité et en les liant à la section « Notes et références ».
Parfois décrite comme une particratie, la vie politique belge s'organise autour de partis politiques de taille et d'influence diverses. La société belge des XIXe et XXe siècles était pilarisée en trois grandes familles politiques qui ont dominé l'histoire politique belge : catholique, libérale et socialiste. Si la pilarisation de la société belge s'est aujourd'hui atténuée, ces partis « traditionnels » gardent encore aujourd'hui une influence majeure dans la vie politique du pays. Il existe également d'autres familles politiques en Belgique qui n'ont pas pour autant formé de pilier : c'est notamment le cas, depuis les années 1980, de la famille écologiste. L'importance des partis politiques dans la vie politique belge donne à leurs présidents un pouvoir considérable, notamment dans le cadre des négociations visant à former un gouvernement.
L'une des caractéristiques de la vie politique belge est d'être marquée par une forte question communautaire, entraînant l'apparition de courants régionalistes et nationalistes parfois très importants. C'est notamment le cas du nationalisme flamand qui incarne aujourd'hui l'une des forces politiques les plus importantes du pays. Depuis les années 1970, à la suite des nombreuses tensions communautaires et à la fédéralisation de la Belgique, la majeure partie des partis nationaux ont éclaté entre leur aile flamande et leur aile francophone ; aujourd'hui, il n'existe quasiment plus aucun parti national en Belgique et on trouve des tendances régionalistes et nationalistes dans quasiment tous les partis.

## Partis politiques actuels

### Partis traditionnels
En Belgique, on désigne sous le nom de « partis traditionnels » les trois principales familles politiques du pays ayant dominé la vie politique belge depuis le XIXe siècle : la démocratie chrétienne, le libéralisme et, bien qu'apparu plus tardivement, le socialisme. Ces trois tendances politiques constituent chacune un « pilier » de la société belge : chacune de ces trois familles a en effet développé un réseau de syndicats, de mutuelles, d'universités... qui lui est propre. Si cette pilarisation de la société belge est moins prégnante depuis plusieurs décennies, elle a malgré tout laissé des traces dans la vie politique du pays.

#### Démocratie chrétienne

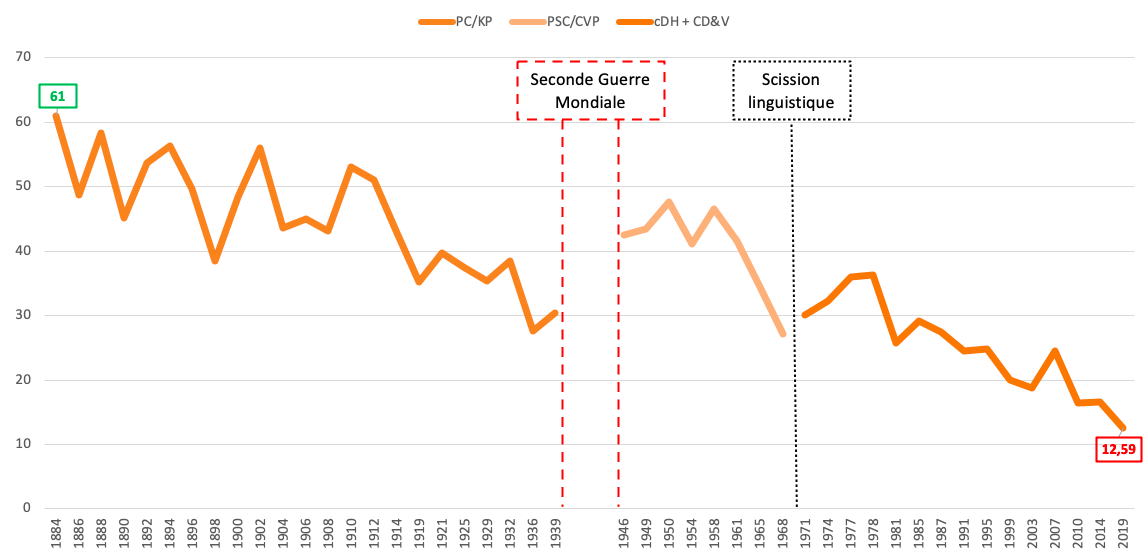
Évolution des résultats des partis chrétiens belges aux élections législatives depuis 1884.

Les principaux partis démocrates-chrétiens aujourd'hui sont le CD&V en communauté flamande, Les Engagés (auparavant CDH) en communauté française et le CSP en communauté germanophone. Ces partis sont les héritiers des conservateurs catholiques ayant cofondé la Belgique avec les libéraux lors de la révolution belge et dont les tensions avec les libéraux rythmeront le XIXe siècle belge. Le premier Parti catholique est fondé en 1884 et changera de nom à plusieurs reprises : Union catholique belge en 1921, Bloc catholique en 1936 puis enfin PSC-CVP en 1945. Après l'affaire de Louvain en 1968, le parti se scinde entre son aile francophone (PSC) et son aile flamande (CVP). À la suite de leur défaite électorale de 1999, les deux partis changent à nouveau de nom : le CVP devient le CD&V en 2001 et le PSC devient le cdH en 2002.
Il existe aujourd'hui quelques différences entre le CD&V et Les Engagés. Le CD&V assume ainsi un nationalisme flamand fort (ce qui l'a d'ailleurs amené à faire, pendant les années 2000, un cartel électoral avec la N-VA) et continue de s'affirmer comme parti chrétien. Les Engagés, quant à eux, ont abandonné la référence au christianisme dans leur nom et préfèrent aujourd'hui se décrire comme un parti humaniste ; Les Engagés n'a pas non plus de fortes revendications communautaires.
Outre ces trois partis principaux, d'autres partis démocrates-chrétiens ou d'inspiration démocrate chrétienne jouent un rôle dans la vie politique belge actuelle. Ainsi, le MCC est, aux côtés du PRL et du FDF, un des trois partis ayant cofondé le MR. Le MCC a été fondé en 1998 par Gérard Deprez, président du PSC de 1982 à 1995 ; ce dernier souhaitait réunir dans un seul et même parti le PSC et le PRL, mais cela ayant été refusé par son parti, il finit par le quitter et fonder le MCC, un parti associant libéralisme et démocratie chrétienne. ProDG, un parti régionaliste de la communauté germanophone, est également d'inspiration démocrate-chrétienne.
Si la famille catholique a longtemps dominé la vie politique belge (sur les 51 premiers ministres de l'histoire belge, 37 étaient issus d'un parti catholique), elle est aujourd'hui en recul : en 2019, à la Chambre, le CD&V n'est plus que le troisième parti flamand et Les Engagés n'est plus que le cinquième parti francophone.

#### Libéralisme
Les principaux partis libéraux aujourd'hui sont l'Open Vld en communauté flamande, le MR en communauté française et le PFF en communauté germanophone. Ces partis sont les héritiers des libéraux ayant cofondé la Belgique avec les conservateurs catholiques lors de la révolution belge et dont les tensions avec les catholiques rythmeront le XIXe siècle belge. Le premier Parti libéral est fondé en 1846. Il change de nom en 1961 après la crise congolaise et devient le Parti de la liberté et du progrès. À la suite des tensions croissantes entre les libéraux flamands et les libéraux francophones, le parti se scinde entre son aile flamande (PVV) et son aile francophone (PRL). Le PVV devient le VLD en 1992 puis l'Open Vld en 2007. Le PRL, quant à lui, est la principale composante de ce qui sera le MR : fondé en 2002, le MR est une coalition de parti regroupant le PRL, le MCC (une dissidence du PSC) et le FDF (parti régionaliste francophone bruxellois). Le FDF finit cependant par quitter le MR en 2011 à la suite de la décision du MR d'accepter une scission partielle de l'arrondissement de Bruxelles-Hal-Vilvoorde.
Il existe aujourd'hui quelques différences entre l'Open Vld et le MR. L'Open Vld est ainsi un parti beaucoup plus dur, n'hésitant pas à faire passer en force certaines mesures sans en discuter avec les syndicats. Le MR, quant à lui, est beaucoup plus attaché à une forme de concertation sociale. L'Open Vld est un parti néolibéral tandis que le MR est plus proche du social-libéralisme.
Outre ces partis, il existe d'autres formations politiques libérale en Belgique. Ainsi, en 1998, est fondé le parti Vivant, un parti se présentant à la fois en communauté flamande et en communauté germanophone. Ce parti se réclame du social-libéralisme et défend l'interventionnisme étatique dans l'économie. Bien qu'ayant obtenu des bons scores électoraux en 2004, il finit par fusionner en 2007 avec le VLD pour former l'Open VLD. En communauté germanophone cependant, il continue encore aujourd'hui à se présenter sous son propre nom et est en progression électorale, devenant le principal parti libéral germanophone devant le PFF en 2019.
Avec les catholiques et les socialistes, les libéraux forment l'une des trois principales familles politiques traditionnelles de Belgique, oscillant entre la première, la deuxième et la troisième place en fonction de la période et du contexte historique. En 2019, les libéraux constituent la seconde famille politique du pays, ce qui est également le cas en Wallonie ; en Flandre, les libéraux sont quatrièmes.

#### Socialisme
Les principaux partis socialistes aujourd'hui sont le PS en communauté française, Vooruit en communauté flamande et le SP en communauté germanophone. Ces partis sont les héritiers du POB, un parti social-démocrate fondé en 1885 qui deviendra le deuxième parti de Belgique en 1919 après l'introduction du suffrage universel masculin. Dissous en 1940 par son président Henri De Man, le POB renaît de ses cendres en 1945 sous la forme du PSB. À la suite de nombreuses tensions communautaires au sein du parti, le PSB se scinde entre son aile francophone (PS) et son aile néerlandophone (SP) en 1978. En 2001, le SP devient le sp.a, puis Vooruit en 2021.
Il existe aujourd'hui quelques différences entre le PS et le Vooruit. Ce dernier est ainsi un parti beaucoup plus dur sur l'immigration que le PS qui y est davantage ouvert. La vision de l'État social défendue par le Vooruit est également beaucoup plus modérée que celle du PS.
Avec les catholiques et les libéraux, les socialistes forment l'une des trois principales familles politiques traditionnelles de Belgique, étant généralement la deuxième famille politique du pays et la première de Wallonie. En 2019, les socialistes constituent la première famille politique du pays et de Wallonie, mais ils ne sont plus que cinquièmes en Flandre.

### Partis liés à la question communautaire
La société belge est, depuis le XIXe siècle, marquée par une forte question communautaire. L'influence du mouvement flamand et du mouvement wallon ainsi que les tensions communautaires grandissantes dans les années 1960 amèneront, dans les années 1970, à la fédéralisation du pays avec la création des communautés et des régions. Plusieurs partis politiques ont été constitués au fil de l'histoire du pays afin de défendre les intérêts de l'une ou l'autre des communautés. Ces partis ne sont cependant pas les seuls à défendre des intérêts communautaires et régionaux, certaines revendications étant également reprises par d'autres partis. De plus, même s'il arrive que les partis régionalistes et communautaires affirment être transpartisans, on peut généralement les associer à l'une ou l'autre des familles politiques du pays.

#### Belgicanisme
Les belgicanistes sont les partisans d'un retour à la Belgique unitaire qui existait avant la fédéralisation du pays. Le principal parti belgicaniste est le BUB : créé en 2002, ce parti préconise la refédéralisation des compétences des régions et des communautés (ces dernières étant alors supprimées) ainsi que la réunification du Brabant flamand, du Brabant wallon et de Bruxelles ; les provinces retrouveraient alors un certain nombre de compétences. Le parti défend également une sécurité sociale forte et une baisse des cotisations sociales du travail. Il est également favorable à la monarchie et souhaite qu'elle retrouve du pouvoir. Le parti n'obtient que des scores marginaux aux élections et fait des cartels avec d'autres partis afin d'obtenir des élus. Ainsi, en 2014, il fait un cartel à Bruxelles avec le PTB qui ne lui donnera cependant aucun élu ; en 2019, il fait un cartel avec les Listes Destexhe, mais n'obtient toujours aucun élu. Aux élections de Juin 2024 un nouveau parti belge unitariste fut créé: "l'Unie". Ce parti essentiellement axé sur la jeunesse n'obtient aucun siège lors des élections fédérales, régionales et européennes. 

#### Défense des francophones
Le principal parti défendant les droits des francophones est DéFI. À l'origine appelé FDF, il est créé en 1963 afin de défendre les francophones bruxellois à la suite de la mise en place des frontières linguistiques de Bruxelles. Le parti participe notamment à la mise en place de la Région de Bruxelles-Capitale. Bien que le parti se voulait à la base transpartisan en rassemblant des francophones issus des diverses tendances politiques du pays, il se rattache malgré tout à la tradition libérale dans sa variante sociale-libérale ; à partir de 2002, il fera notamment partie, avec le PRL et le MCC, des trois partis à composer le MR avant de le quitter en 2011 à la suite de la décision du MR d'accepter une scission partielle de l'arrondissement de Bruxelles-Hal-Vilvoorde. En 2015, le FDF change de nom est devient DéFI.
DéFI est un parti important à Bruxelles où il fait de bons scores et où il participe généralement à la majorité régionale. Cependant, il peine à s'implanter en Wallonie malgré ses efforts pour devenir un parti de défense des francophones de tout le pays et non plus uniquement à Bruxelles. Au niveau fédéral, il n'obtient qu'un nombre très limité de sièges.
À la suite de la scission de la province du Brabant en 1994, un cartel électoral de partis francophones est mis sur pied dans le Brabant flamand, l’Union des francophones, afin de défendre les intérêts des francophones qui y vivent. Ce cartel rassemble des représentants du cdH, de DéFI, du MR et du PS. Ecolo a quant à lui refusé de participer au cartel électoral, demandant aux électeurs francophones de voter pour Groen, son équivalent néerlandophone. Si le parti se présente comme pluraliste, il est dans les faits de tendance plutôt libérale. Le parti, s'adressant à un électorat minoritaire, obtient de fait des scores plutôt bas, mais il parvient malgré tout à obtenir des élus.

#### Nationalisme flamand
Le nationalisme flamand désigne l'ensemble des courants politiques revendiquant une plus large autonomie de la Flandre, que ce soit par le biais du fédéralisme, du confédéralisme, de la création d'un État flamand indépendant ou d'un rattachement de la Flandre aux Pays-Bas. Le nationalisme flamand est aujourd'hui le courant majoritaire du mouvement flamand. L'histoire du nationalisme flamand continue cependant de faire polémique, les principaux partis nationalistes flamands des années 1930, le VNV et le Verdinaso ayant massivement collaboré avec les Nazis pendant l'occupation allemande durant la Seconde Guerre mondiale.
Le nationalisme flamand est cependant pluraliste et se divise ainsi en différentes tendances politiques allant de la gauche radicale à l'extrême-droite. Ainsi, la Volksunie, fondée en 1954 et devenant le principal parti nationaliste flamand dans les années 1960 et 1970, regroupait différentes tendances politiques du nationalisme flamand. Cela lui permit même de participer à plusieurs gouvernements dans les années 1970 et 1980 et de participer à la mise en place du fédéralisme. Cependant, les divergences internes ont conduit à l'implosion du parti en 2001.
Si la fin de la Volksunie a amené ses membres à rejoindre différents partis (comme le sp.a, Agalev, le VLD ou le CD&V), entraînant la présence de nationalistes flamands dans presque tous les partis flamands, d'autres partis sont apparus sur les ruines de la Volksunie. C'est notamment le cas de Spirit, un parti social-libéral et régionaliste flamand. Ce parti forme pendant un an une alliance avec le sp.a avant de fusionner, en 2009, avec Groen.
Aujourd'hui, la principale formation politique issue de la Volksunie est la N-VA. Au départ un parti relativement mineur ; le cartel qu'elle mène à partir de 2004 avec le CD&V lui permet de devenir un parti important en Flandre. Rompant avec le CD&V en 2008, elle devient le premier parti de Flandre en 2010, ce qui est une des causes de la crise politique de 2010-2011. En 2014, la N-VA fait partie du gouvernement Michel I et son départ en 2018 amène à la chute de la majorité. En 2019, bien que concurrencée par le Vlaams Belang, la N-VA reste le premier parti de Flandre.
La N-VA revendique la scission de la Belgique mais en passant d’abord par la mise en place d'une Belgique confédérale dans laquelle la Wallonie et la Flandre seraient deux états souverains qui se partageraient Bruxelles et gèreraient ensemble plusieurs compétences. D'un point de vue socio-économique, la N-VA est un parti conservateur et néolibéral. Son opposition à l'immigration de masse et la proximité d'une partie de ses membres avec le Vlaams Belang et des milieux néonazis entraînent certains commentateurs à classer la N-VA à l'extrême-droite de l'échiquier politique belge.
Une autre formation politique majeure se réclamant du nationalisme flamand est le parti d'extrême-droite Vlaams Belang. Constitué sous le nom Vlaams Blok en 1978, il s'agit d'une fusion de deux dissidences de l'extrême-droite de la Volksunie. Au départ relativement marginal, le parti prend de l'ampleur dans les années 1990 et 2000. Concurrencé par la N-VA, il fait une chute spectaculaire dans les années 2010 avant de faire l'un des meilleurs scores de son histoire en 2019 et de devenir le second parti de Flandre et de Belgique.
Le Vlaams Belang est un parti réclamant ouvertement l'indépendance de la Flandre. Opposé à l'immigration et xénophobe, ses positions ont failli entraîner l'interdiction du parti en 2004 lorsque des associations proches du Vlaams Blok ont été condamnées pour racisme, entraînant une refonte du parti et un changement de nom pour devenir le Vlaams Belang. Le Vlaams Belang est cependant dans la lignée idéologique du Vlaams Blok même s'il essaie d'apparaître plus respectable afin d'éviter les poursuites judiciaires pour racisme. D'un point de vue socio-économique, le Vlaams Belang est un parti ultraconservateur et néolibéral.

#### Régionalisme bruxellois
Pro Bruxsel est un parti régionaliste bruxellois bilingue fondé en 2008. Le parti revendique la reconnaissance de Bruxelles comme une région à part entière, la défense du bilinguisme de la région ainsi que la lutte contre toutes formes de discrimination. Le parti ne fait que des scores marginaux, bien que parvenant à faire partie de la majorité communale de Watermael-Boitsfort en 2012. Aux élections régionales de 2014, le parti signe un accord d'apparentement avec le PTB, le BUB et le Parti pirate, mais n'obtient aucun élu.

#### Régionalisme germanophone
Le principal parti régionaliste germanophone est ProDG. Fondé en 1971 sous le nom de PDB, le parti change de nom en 1995 pour devenir PJU-PDB avant de devenir ProDG en 2008. Le parti réclame à ce que la Communauté germanophone obtienne davantage d'autonomie au sein de la Belgique fédérale. Ainsi, il demande que les Cantons de l'Est soient reconnus comme constituant une quatrième région, amenant par conséquent la Communauté germanophone à ne plus faire partie de la Province de Liège ni de la Région wallonne. Il déclare également être le seul parti réellement germanophone, tous les autres partis de la communauté germanophone ayant des liens avec leurs partis frères francophones.
Bien qu'inexistant à l'échelle nationale (comme en réalité tous les partis de la communauté germanophone), ProDG est un parti important dans les Cantons de l'Est où il réalise d'importants scores. Il fait partie des gouvernements de la Communauté germanophone depuis 2004 ; depuis 2014, le ministre-président de la Communauté germanophone est Oliver Paasch, le président de ProDG. Depuis 2019, le premier parti de la Communauté germanophone est ProDG.

#### Régionalisme wallon
Le principal parti régionaliste wallon est le Rassemblement wallon (RW). Créé en 1968, il rassemblait alors des militants wallons favorables au fédéralisme à une époque où les ailes francophones des principaux partis du pays n'y étaient globalement pas favorables. Le parti, parce que regroupant des dissidents issus des différents partis de l'époque, se voulait pluraliste. Le RW, notamment en s'associant avec le FDF, a obtenu des scores électoraux très élevés au début des années 1970 au point de faire concurrence au PLP ; il a même fait partie de majorités gouvernementales et a participé à la mise en place de la Belgique fédérale. La réorientation à gauche du parti en 1976 et l'autoritarisme du nouveau président Paul-Henry Gendebien a cependant entraîné une chute électorale du parti qui a fini par perdre ses derniers élus au niveau fédéral en 1985. Une dissidence, le Rassemblement populaire wallon, est apparue en 1981 et a fini par fusionner avec le PS en 1984.
Aujourd'hui, le RW n'est plus qu'un parti mineur en Wallonie, condamné à faire des cartels électoraux avec d'autres partis régionalistes wallons pour espérer obtenir des élus. Il a cependant eu une influence non négligeable dans la vie politique belge et wallonne dans les années 1970 et a participé à la mise en place du fédéralisme belge et à l'adoption par le PS d'une ligne régionaliste.
Il existe depuis 1942 un mouvement wallon né de la résistance le Front wallon (FW). En 1962 ce nom est repris par un parti de gauche qui a des élus dont le premier est Robert Moreaux, puis le professeur Perrin qui tous deux sont ministres. En 1988 le nom est repris par des élus dissidents du FN Charles Pire et Charles Petitjean qui s'attaquent au radicalisme de certains. Des listes sont régulièrement présentées et le continue à participer à des réunions[pas clair]. Il est très actif sur internet. La plupart des militants sont des jeunes.

#### Rattachisme
Les rattachistes sont les partisans d'un rattachement de la Wallonie à la France ; certains réunionistes sont également favorables à un rattachement de Bruxelles voire des communes à facilités de la périphérie bruxelloise. Le réunionisme est un courant minoritaire du mouvement wallon qui existe depuis le XIXe siècle et dont les justifications politiques sont diverses, variant en fonction des époques et des courants politiques auxquels appartiennent les réunionistes.
Aujourd'hui, le principal parti rattachiste est le Rassemblement Wallonie France (RWF). Fondé en 1999, ce parti demande le rattachement de la Wallonie et de Bruxelles à la France et défend les valeurs républicaines, démocratiques et sociales prônées par la République française. Le parti ne fait cependant que des scores électoraux marginaux.

### Autres partis
Outre les partis traditionnels et les partis régionalistes et communautaires, d'autres partis jouent un rôle plus ou moins important dans la vie politique belge.

#### Animalisme
En 2017 est créé DierAnimal, un parti animaliste et antispéciste. Le parti est unitaire et se présente des deux côtés de la frontière linguistique aux élections fédérales, régionales et européennes de 2019. N'obtenant que des scores marginaux, il parvient cependant à obtenir un siège au Parlement bruxellois.

#### Communisme
Le premier parti communiste belge, le PCB-KPB, avait été fondé en 1921 par l'aile gauche du POB qui avait été déçue par le soutien du parti à la Première Guerre mondiale ainsi que par son refus de soutenir la révolution russe. Membre de la IIIe internationale, le parti était stalinien. Ayant joué un grand rôle dans la résistance belge durant la Seconde Guerre mondiale, il devient le troisième parti du pays en 1946, derrière les socialistes et les démocrates-chrétiens et devant les libéraux. Ce succès ne sera cependant que passager et le parti entrera dans une période de déclin jusqu'à perdre ses derniers élus dans les années 1980 avant de se scinder en 1989 en une aile francophone (PCB) et une aile néerlandophone (KPB). Aujourd'hui, l'aile néerlandophone n'existe plus et l'aile francophone ne fait plus que des scores marginaux. Afin d'obtenir des voix, le PC a eu recours à des alliances électorales avec d'autres partis de gauche radicale, comme le PTB. Un certain nombre d'anciens membres du PC font aujourd'hui partie d'Ecolo.
Depuis le début des années 2010, le principal parti communiste belge est le PTB-PVDA. Parti maoïste fondé en 1979 par des personnalités issues des mouvements contestataires étudiants des années 1960, le parti s'opposait alors à la fois aux socialistes, trop modérés à leurs yeux, et au PCB-KPB, trop "révisionnistes" et favorables à l'"impérialisme soviétique" selon eux. Le parti est longtemps cantonné à des scores marginaux jusqu'à la réforme du parti en 2008 ; le PTB décide alors d'adopter une approche réformiste et d'abandonner les références aux socialismes réels et au marxisme-léninisme tout en conservant une grille de lecture marxiste. Cette réforme permet au parti d'obtenir de nombreux conseillers communaux en 2012 et ses premiers députés fédéraux et régionaux en 2014. En 2019, le PTB devient le cinquième plus grand parti du pays et le quatrième de Wallonie, devant le cdH. Le PTB est un des rares partis politiques belges unitaires.
D'autres partis communistes mineurs existent en Belgique : on peut citer la Gauche anticapitaliste (équivalent belge du NPA français) et le Parti socialiste de lutte qui se revendiquent tous les deux du trotskisme.

#### Participation citoyenne
Le mouvement Collectif Citoyen est né en 2019 de la réunion de listes communales citoyennes présentes en Région Wallonne et en Région de Bruxelles-Capitale avec pour objectif d'envoyer des relais politiques dans les institutions fédérales et régionales. Ils concourent aux élections de 2019 cependant ils n'obtiennent aucun élu, ils réalisent la meilleure percée électorale toutes formations politiques confondues pour un mouvement participant à ses premières élections régionales et fédérales,,.
Les valeurs cardinales du mouvement sont l'éthique, la transparence et la participation citoyenne (avec pour objectif l'instauration d'une démocratie directe). En effet, face au constat du fossé abyssal entre les décisions du monde politique et la volonté des citoyens, les limites du modèle de la démocratie représentative sont clairement mises en lumière. Entre particratie, régionalisme et communautés, la Belgique a un modèle institutionnel dysfonctionnel, où le représentant ne représente nullement les personnes qu'il est censé représenter ni n'est à même de garantir la poursuite de l'intérêt général (ses intérêts personnels entrant en concurrence avec celui-ci). Collectif Citoyen vise donc non seulement à renouveler les acteurs du monde politique et également réformer le système institutionnel belge (ils déposent avec plusieurs autres mouvements une pétition fédérale afin que soit organisée une assemblée citoyenne contraignante devant débattre de réformes institutionnelles et démocratiques et ce en dehors de la mainmise du monde politique en place). Vers la fin de l'année 2023, Collectif Citoyen, Vista, Oxygène et Ik Ben Pro choisissent de mener une action judiciaire contre l'État Belge à propos de la loi de financement des partis politiques en vigueur en Belgique.
Outre une participation citoyenne accrue au sein des institutions concernant la prise de décision, Collectif Citoyen vise à établir un contrôle citoyen sur le monde politique et ce par des moyens contraignants (RIC, révocation des élus, consultations et référendums, etc). Structure d'appui, voire de relais, le mouvement est très ancré au niveau communal dans la province de Liège (Anthisnes, Olne, Remicourt, etc.) et fonctionne de manière collaborative tant à l'interne qu'à l'externe, il développe et met en ligne la plateforme collaborative "Bebook".

#### Démocratie par tirage au sort
Le parti Agora défend l'idée d'une démocratie dont les députés ne seraient pas élus mais tirés au sort selon des critères de représentativité statistique de la population. Bien que se présentant aux élections, le parti postule que ses élus ne doivent qu'être les porte-paroles d'assemblées citoyennes tirées au sort et défendre les principes d'une démocratie participative au sein des parlements. Le parti, bien que ne faisant qu'un score marginal, obtient aux élections de 2019 un député au Parlement bruxellois.
Toujours au travers de la promotion du tirage au sort des représentants politiques et d'une représentation statistique de la population, le collectif Kayoux, a obtenu deux sièges au sein du conseil communal de la commune d'Ottignies Louvain-la-Neuve.

#### Écologie politique
Les principaux partis politiques se réclamant de l'écologie politique en Belgique sont Ecolo en communauté française et en communauté germanophone, et Groen en communauté flamande. Si les deux partis sont structurellement distincts et ont une histoire différente, ils sont cependant très proches l'un de l'autre et siègent dans un même groupe parlementaire à la Chambre et au Sénat, ce qui fait des écologistes la seule famille politique du pays à ne pas se diviser au Parlement selon le clivage linguistique. Cela ne veut pas dire qu'il n'existe pas de tensions entre Ecolo et Groen. Ainsi, sur les questions économiques, Groen se révèle plus libéral qu'Ecolo.
Ecolo est fondé en 1980 sur base de partis écologistes s'étant développés dans les années 1970 en Wallonie et plus particulièrement à Namur. Le parti progresse électoralement dans les années 1980 et plus particulièrement dans les années 1990 à la suite de la catastrophe nucléaire de Tchernobyl en 1986. L'orientation socio-économique du parti fait cependant débat en interne, entraînant le départ de l'aile écosocialiste du parti en 1986 et l'adhésion d'une majorité de militants de Solidarité et participation, un parti issu du mouvement ouvrier chrétien. Ecolo est le grand vainqueur des élections de 1999 et entre à ce titre au gouvernement fédéral, mais il subit une lourde défaite en 2003. Il remontra jusqu'en 2014, date à laquelle il chutera à nouveau. En 2019, il devient l'un des plus importants partis francophones, en devenant le troisième parti de Wallonie et le premier de Bruxelles.
Groen est quant à lui fondé en 1982 sous le nom Agalev. Le parti est fondé sur les bases du mouvement social Agalev fondé dans les années 1970 par le jésuite Luc Versteylen. Comme Ecolo, Agalev progresse électoralement dans les années 1980 et 1990 avant d'être l'un des gagnants des élections de 1999, ce qui lui permettra de rentrer dans le gouvernement fédéral. Il subit cependant une lourde défaite en 2003 l'amenant à perdre tous ses élus au niveau fédéral. Il change alors de nom pour devenir Groen. Bien que marqué à gauche, le parti refuse de faire un cartel électoral avec le sp.a et Spirit (parti social-libéral et nationaliste flamand issu de l'aile gauche de la Volksunie), entraînant un départ d'un certain nombre de membres du parti. En 2009, Groen et le SLP (ex-Spirit) fusionnent. Bien que, durant les années 2010, Groen remonte électoralement, il reste l'un des partis les moins importants de la vie politique flamande, bien qu'obtenant d'excellents scores chez les Bruxellois néerlandophones.
Bien qu'assez faible en Flandre, l'écologie politique constitue aujourd'hui l'une des principales familles politiques du pays, allant jusqu'à dépasser les démocrates-chrétiens en Wallonie, à Bruxelles et au niveau fédéral.
Outre Ecolo et Groen, il existe d'autres partis écologistes en Belgique. En 1986 est fondé Verts pour une gauche alternative (VEGA), une liste dissidente d'Ecolo fondée en 1986 à Bruxelles par l'aile écosocialiste du parti, déçue par l'approche centriste d'Ecolo et le refus de privilégier une alliance avec les socialistes et les communistes. Le parti cesse cependant toute activité en 1995, n'arrivant jamais à percer électoralement. En 2012, le sigle est repris par la coopérative politique VEGA, fondée à Liège par des militants altermondialistes, socialistes, communistes ou ex-Ecolo. Le parti se réclame de l'écosocialisme et se réfère souvent au travail mené par le Parti de gauche français. Ne se présentant qu'à Liège et aux scrutins locaux, le parti ne possède depuis 2012 qu'un seul élu au conseil communal de Liège.
Également en 2012, Bernard Wesphael, appartenant à l'aile radicale d'Ecolo, quitte son parti et fonde le Mouvement de gauche. Le parti se réclame de l'écosocialisme et s'inspire du travail du Parti de gauche français. Le parti ne parvient cependant pas à décoller, notamment à la suite de l'affaire Wesphael en 2013, et il fusionne en 2017 avec le mouvement VEGA. Le mouvement VEGA était quant à lui en partie l'émanation de la coopérative politique VEGA, mais le refus de la coopérative de fusionner avec le Mouvement de gauche entraîne la rupture entre la Coopérative VEGA et le Mouvement VEGA. La fusion entre le Mouvement VEGA et le Mouvement de gauche a donné naissance au Mouvement Demain. Parti ne se présentant qu'à Liège, il fait liste commune avec Ecolo pour les élections communales de 2018.

#### Islamisme
Le principal parti islamiste belge est ISLAM. Créé en 2012, ce parti souhaite faire de la Belgique un État islamique. S'il défend un plus grand respect des musulmans de Belgique et de lutter contre l'islamophobie, le parti a une ligne conservatrice sur des sujets comme l'avortement ou le divorce (qu'il souhaite pénaliser) ou encore la peine de mort (qu'il souhaite réintroduire). Le parti a suscité plusieurs polémiques et certains responsables politiques ont même envisagé de le faire interdire. Si le parti fait des scores marginaux en Wallonie et en Flandre, il a obtenu deux conseillers communaux en 2012 à Anderlecht et à Molenbeek, conseillers qu'il a perdu en 2018.

#### Libertarianisme
Le principal parti libertarien en Belgique est le LDD, un parti flamand fondé en 2007 par Jean-Marie Dedecker, jusque-là membre du VLD. Le parti se constitue alors de transfuges de différents partis, notamment du VLD mais également de la N-VA et du Vlaams Belang. Le LDD s'oppose notamment au cordon sanitaire, le jugeant antidémocratique. Bien qu'ayant fait un bon score aux législatives de 2007 et aux régionales de 2009, le résultat aux législatives de 2010 est si mauvais que Jean-Marie Dedecker est le seul candidat du parti à être élu. En 2019, le parti ne fait plus que des scores marginaux ; Jean-Marie Dedecker siège désormais en tant qu'indépendant à la Chambre après avoir figuré sur les listes de la N-VA.
Du côté francophone et germanophone, on trouvait, de 2012 à 2023, le Parti libertarien (P-Lib), dont les résultats électoraux sont restés marginaux. Le P-Lib se défendait de toute forme de racisme et prônait la liberté d'immigration et la liberté religieuse ainsi qu'une réduction maximale du rôle de l'État.

#### Mouvance identitaire
Le parti NATION est un parti identitaire francophone d'extrême-droite fondé en 1999 et se réclamant du solidarisme. Le parti s'oppose à l'immigration, rejette l'"islamisation de la société belge" et entend défendre l'"identité et la civilisation européenne". Si le parti fait des scores marginaux, il fait de temps à autre parler de lui à la suite de coups médiatiques.
"Chez Nous" est un parti francophone d'extrême-droite fondé en 2021 par deux anciens membres du Parti populaire, et qui entend combattre l'immigration, l'islam, l'insécurité, la gauche et la mondialisation.

#### Parti pirate
Comme les autres partis pirates européens, le Parti pirate belge, fondé en 2009, entend réformer les lois sur le copyright et les brevets, afin de les supprimer, et défendre le respect de la vie privée. Le parti fait des scores marginaux, mais a manqué de justesse l'obtention d'un siège de conseiller communal à Louvain-la-Neuve en 2012.

#### Fédéralisme européen
Volt Europa (souvent abrégé Volt) est un parti politique pro-européen, fondé à 2017, dont l'ambition est de proposer une alternative pan-européenne au sein des partis de l'Union européenne. L'organisation suit une « approche paneuropéenne » dans de nombreux domaines politiques transnationaux tels que le changement climatique, l'immigration, les inégalités économiques, les conflits internationaux, le terrorisme et l'impact de la révolution technologique sur le marché du travail,.
À l'occasion des élections européennes de 2019, le parti remporte un siège en Allemagne, faisant de Damian Boeselager son premier député européen. Aux élections législatives néerlandaises de 2021, la liste de Volt menée par Laurens Dassen remporte trois sièges, une première au niveau national.
En Belgique ils ont aussi participé aux élections européennes de 2019, mais ils n’ont pas réussi à atteindre le seuil électoral.

## Coalitions
Depuis la Première Guerre mondiale, les partis politiques belges doivent presque toujours former des coalitions pour obtenir une majorité, que ce soit au Parlement fédéral ou dans les parlements des entités fédérées. La presse a donné aux différentes coalitions possibles les noms suivants :
- la coalition rouge-verte : socialistes et écologistes ;
- la coalition rouge-romaine ou amarante : socialistes et sociaux-chrétiens ;
- la coalition orange-bleue (ou coalition bleu-romaine): libéraux et sociaux-chrétiens ;
- la coalition violette : libéraux et socialistes ;
- la tripartite classique : libéraux, socialistes et sociaux-chrétiens ;
- la coalition arc-en-ciel : libéraux, socialistes et écologistes ;
- l'olivier : socialistes, sociaux-chrétiens et écologistes ;
- la jamaïcaine[20] : libéraux, sociaux-chrétiens et écologistes ;
- la coalition turquoise : libéraux et écologistes ;
- la coalition coquelicot[21] : socialistes, écologistes et membres de la société civile ;
- L’union nationale (ou cordon sanitaire) reste une option rare ; elle rassemble tous les partis politiques élus, excepté l'extrême droite et les partis populistes du pays, c’est-à-dire les socialistes, les écologistes, les sociaux-chrétiens-démocrates et les libéraux aussi bien de toutes régions confondues
- la coalition suédoise : libéraux, sociaux-chrétiens et nationalistes flamands de la N-VA
- la Vivaldi : libéraux, socialiste, sociaux-chrétiens et écologistes